# Mölnlycke (företag)

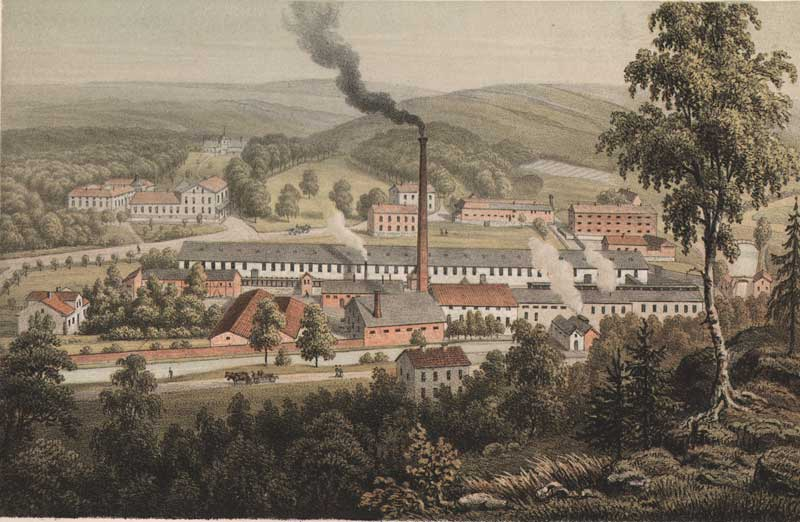
Mölnlycke Väfveri AB på 1870-talet. Teckning av Gustaf Pabst ur "Sveriges industrielle etablissementer".

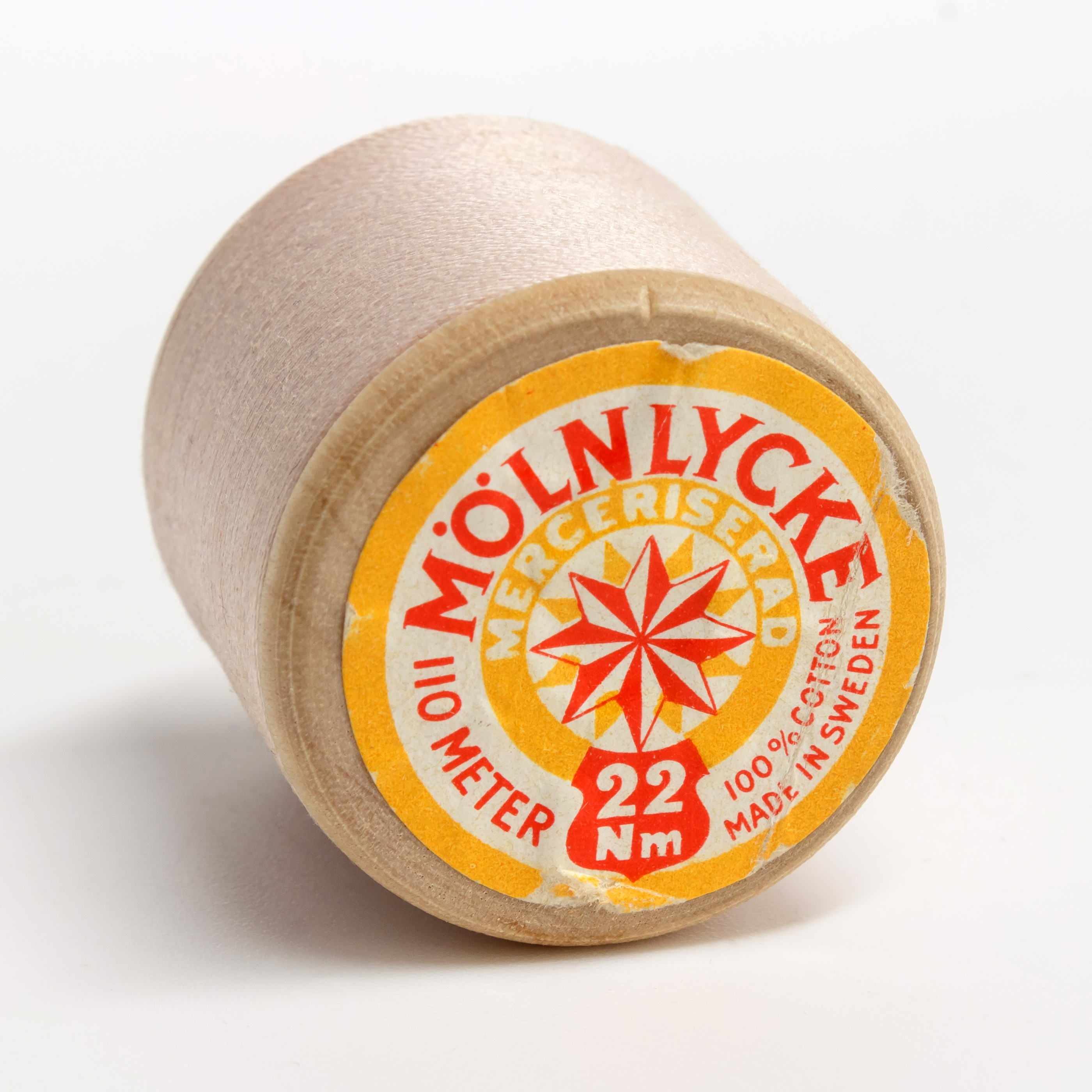
Mölnlycke sytråd

Mölnlycke AB var ett företag som tillverkade främst hygienprodukter baserade på fluffmassa, bland annat barnblöjor samt menstruations- och inkontinensartiklar.
Mölnlycke Väfveri AB grundades 1849 av Gustav Ferdinand Hennig som en väverirörelse i Råda socken, öster om Göteborg. I början på 1900-talet förvärvades Mölnlycke av Claes Johansson & Co Väfveri AB i Mölndal. På 1930-talet kompletterades sortimentet av vävda tyger med sytråd. Under andra världskriget tillkom menstruationsbindor av engångstyp. Antalet produkter inom hygienområdet ökades med barnblöjor, inkontinensprodukter och mjukpapper. De sista delarna av textilrörelsen avvecklades under 1950-talet. År 1987 respektive 1994 såldes Mölnlycke Sytråd AB och AB Melka.

## Historik

### Gustav Ferdinand Hennig
Mölnlycke Väfveri AB grundades 1849 av Gustav Ferdinand Hennig. Han led skeppsbrott på den bohuslänska kusten och anlände till Göteborg 26 år gammal. Han fick hjälp av en grosshandlare Melin att studera i Tyskland och England. Vid återkomsten startade han en egen grosshandel och gifte sig med Melins dotter. Genom sin handel blev han intresserad av textilbranschen och köpte år 1823 mark vid Mölndals Kvarnby där han anlade ett bomullsspinneri med garnfärgeri och en oljekvarn. År 1832 anlade han ytterligare ett för tiden mycket modernt spinneri, Rosendahls Spinneri och Färgeri, också vid Mölndals Kvarnby. Hennig sålde 1847 fabrikerna i Mölndal och avsåg att dra sig tillbaka. Han trivdes dock inte med sysslolösheten, och köpte istället 1849 Råda säteri, en herrgård i Råda socken i Härryda kommun öster om Göteborg, av friherrinnan Martina von Schwerin. Vid säteriets vattenfall anlades bomullspinneri, blekeri och färgeri. Ett väveri stod klart 1853 och samma år fick han hjälp att driva fabriken av sin måg Bruno Wendel. Strax därefter avled Hennig.

### Bruno Wendel
Kort efter Hennigs död brann nästan hela spinneriet och en stor del av väveriet ned. Arvingarna sålde alla egendomar och fabriker på auktion. Fabriksföreståndaren Bruno Wendel (1823–1893) och grosshandlaren Carl Johan Dymling (1811–1878) ropade då in Mölnlycke med hemmanen Hönekulla och Hulebäck och därpå befintliga industrier. Väveriet återuppbyggdes 1855, men inte spinneriet. Företagen ingick från 1856 i det nybildade aktiebolaget Mölnlycke Manufaktur AB. År 1861 drabbades företaget åter av en brand som omfattade nästan hela anläggningen. Fabriken återuppbyggdes genast och utvidgades så den kom att omfatta 370 vävstolar. År 1876 anlade Wendel för egen räkning ett nytt väveri, den så kallade Hulebäcksfabriken. Efter en oavbruten expansion bör företaget omkring 1880 ha varit ett av landets modernaste textilfabriker. Men därefter ledde sämre konjunkturer till en nedgång. Bruno Wendel, av folket kallad "gamle patron Wendel", avled 1893. Han var en patriark av den gamla stammen och även kommunalt intresserad och många år ordförande i Råda sockens kommunalstämma. Därtill var han starkt engagerad i tillkomsten av Göteborg-Borås järnväg, som invigdes ett år efter hans död.

### Arthur Wendel
Sönerna Arthur och Richard övertog chefskapet, men redan efter två år inköpte Arthur samtliga aktier och drev företaget ensam. Han sökte modernisera fabriken, men lågkonjunkturen efter sekelskiftet ledde till allt sämre resultat. Änkefru Wendel offrade sin förmögenhet för att rädda bolaget, men 1906 blev läget ohållbart och företaget måste gå i konkurs.  

### Claes Johansson & Co.
År 1906 förvärvade det 1893 grundade Claes Johansson & Co Väfveri AB i Mölndal en större aktiepost och 1915 även de återstående aktierna. Arvid Mark utsågs till disponent och denne fortsatte att modernisera fabriken. Efterkrigsdepressionen 1920 drabbade Mölnlycke mycket hårt och till slut övertog bolagets bank Skandinaviska Kreditaktiebolaget 1925 alla aktier i såväl Mölnlycke som Claes Johansson & Co.

### Fusionen 1930
Banken drev igenom en fusion av de båda företagen som kom att kallas Clas Johansson-Mölnlycke AB. 1933 ändrades namnet till Mölnlycke Väfveri AB. Under 1930-talet koncentrerades produktionen så att inte samma slags arbete utfördes på olika ställen och man rationaliserade sortimentet med färre men längre serier. Man började också tidigt att använda konstfiber och cellull vävdes vid Mölnlycke redan 1933. Forskning och utveckling på området ledde till Mölnlyckes vaxduk, chintz, sportrockstyg och sjukvårdsplast. Man tog även fram teknik för skrynkelfribehandling.

### Utökat sortiment
Sortiment av vävda tyger kompletterades på 1930-talet med sytråd och under andra världskriget även med menstruationsbindor av engångstyp. Efter detta så ökades mängden produkter inom hygienområdet med barnblöjor, inkontinensprodukter och mjukpapper. Under 1950-talet avvecklades textilrörelsen; de sista delarna, Mölnlycke Sytråd AB och AB Melka, såldes 1987 respektive 1994. 

### Utvecklingen efter andra världskriget

Bild inifrån fabriken i Mölnlycke 1961.

Huvudägare kom från 1949 att vara investmentbolaget Custos. Omkring 1960 noterades Mölnlycke på Stockholmsbörsen, för att 1975 förvärvas av Svenska Cellulosa AB SCA, och kom att utgöra starten på detta företags hygienrörelse. 1997 bildades SCA Hygiene Products AB genom en sammanslagning av SCA Mölnlycke AB och SCA Hygiene Paper, ett tyskt företag som förvärvats av SCA detta år. SCA Hygiene Paper hette ursprungligen Papierwerke Waldorf-Aschaffenburg, PWA. SCA Hygiene Products AB:s huvudkontor förlades till München och chef blev österrikaren Alfred Heinzel. Under Heinzels ledning expanderade företaget kraftigt, främst genom skickligt genomförda företagsförvärv, de flesta utanför Europa. Heinzel efterträddes av Stefan Angwald, men denne fick lämna företaget 2003. 
År 2003 delades företaget i en del för personliga hygienprodukter (inkontinens- och barnblöjor samt menstruationsskydd) och en mjukpappersdel. Verksamhetsområdet sårvårdsartiklar, engångsprodukter för operationer samt annan sårvårdsutrustning sammanslogs 1998 med finländska Kolmi-Set varvid Mölnlycke Health Care AB bildades.
Bland verkställande direktörer för Mölnlycke AB märks Folke G. Thulin, Gunnar "Jimmy" Dahlsten (1965–1977), Tore Daun (1977–1989) och Jack Forsgren (1989–1994).
Mölnlycke AB låg tidigare vid Mölnlycke Fabriker men har numera flyttat till nya lokaler. Det gamla fabriksområdet är nyrenoverat med rinnande vatten genom området till gagn för många nya verksamheter och föreningar. Wallenstam är hyresvärd. Poppels bryggeri var hyresgäster här fram till 2016.